# Piazza Cavour (Vercelli)
Piazza Cavour, l'antica "Piazza Maggiore", sita nel cuore del centro storico è la piazza più importante di Vercelli. Da almeno otto secoli ne rappresenta il principale luogo di incontro dove si svolgono i più rilevanti momenti della vita cittadina. Cinta da portici in tutti quattro i lati e dalla caratteristica forma trapezoidale, conserva apprezzabili vestigia storiche tra le quali spicca la Torre dell'Angelo, uno degli emblemi della città. Questa torre, forma uno scorcio caratteristico con il sottostante porticato, le cui eleganti decorazioni in cotto suscitarono l'attenzione di John Ruskin. Tra gli eventi più considerevoli che vi si svolsero, vi fu una solenne Ostensione della Sindone nel 1560. 

## Descrizione
La piazza, la più grande della città vecchia, sorge in una zona leggermente rialzata rispetto agli altri punti del centro storico. È di forma trapezoidale, i cui due lati maggiori, a sud e a nord formano una leggera curva per rendere più grande lo spiazzo Vecchia Vercelli, p. 99. Le costruzioni che oggi la ornano, seppur di origine medievale, sono il frutto di un lungo processo di sovrapposizioni tra stili differenti. In molte delle case sono riaffiorate durante lavori di restauro porzioni murate di finestre, tracce di affreschi o di decorazioni antiche. La pavimentazione della piazza è realizzata in ciottolato, con trottatoie di pietra per il passaggio dei carri. Dominata dalla torre dell'Angelo al centro sorge il monumento allo statista che dà il nome alla piazza.
Partendo dal lato orientale, si possono così descrivere i portici:
- I portici dei brentatori, sono quelli dal lato est, compreso tra le attuali Via F. Crispi e via V. Gioberti, prendono il nome dalle botteghe che vi sorgevano. Sono caratterizzati da archi a sesto acuto e dalla travatura in legno dei soffitti. Per le analogie che possiedono con i portici del Broletto, sono databili agli inizi del XIV secolo. Un androne che si apre al di sotto di questi, immette in Via dei Mercati, una stretta viuzza che collega la piazza con l'antica Piazza del Broletto (Piazza Palazzo Vecchio). L'ultima casa di questo lato fu rimodernata nel 1840 su progetto dell'ing. Malinverni.
- Oltrepassata Via Gioberti ci sono portici dell'Angelo, che prendono il nome dalla Torre omonima.  Subito colpisce l'osservatore il porticato con archi ogivali con una elegante decorazione in cotto. Esiste di questo suggestivo scorcio un disegno a matita del 1840 realizzato dal grande critico inglese John Ruskin Bo e Guilla, p. 43 John Ruskin. Il complesso di case Arborio-Biamino-Bonetti, realizzato a partire dal XIV secolo presenta ancora vaste porzioni di superfici ad affresco, di decorazioni in cotto che si estendono anche nei due cortili interni dove è leggibile la presenza di un loggiato successivamente otturatoNatale. Nel cortile interno inoltre vi è la Torre dell'Angelo che è diventata uno dei simboli della città. Su di una base quadrata si erge la torre ottagonale caratterizzata da eleganti piombatoie. Sotto questi portici, un tempo sede del passeggio domenicale, si trova la Pasticceria Taverna & Tarnuzzer, elegante locale ottocentesco.
- I portici del lato ovest sono detti invece portici della stella dal nome di un antico albergo. Sulla facciata del settecentesco Palazzo dei Baroni Vicario di Sant'Agabio vi è un bassorilievo che rappresenta Vibio Crispo, oratore vercellese del I secolo d.C.. La casa dopo invece conserva tracce di una decorazione pittorica rinnovata sul finire del XIX secolo.
- Il lato sud è cinto dai portici di San Tommaso dal nome dell'antica chiesa parrocchiale che sorgeva ove oggi vi è un fabbricato neoclassico. Il campanile della stessa riadattato funge da Torre dell'orologio. Le case seguenti invece, costruite sul finire del XV secolo, presentano portici archiacuti e le volte a crociera sostenute da robusti costoloni.

Sebbene sulla piazza non sorgano palazzi storici del potere, poco lontano (in piazza Palazzo Vecchio) si trova il Broletto, sede del palazzo comunale in età medievale.
 L'attuale sede degli uffici comunali ha invece sede nella vicina piazza del Municipio. 
Al centro della piazza domina il monumento a Camillo Benso, Conte di Cavour realizzato nel 1864: alla base della statua scolpita da Ercole Villa sono raffigurate due figure allegoriche femminili che rappresentano la libertà del Commercio e l'Agricoltura, opera di Giuseppe Argenti. Prima di essere intitolata allo statista, la piazza era nota come piazza Maggiore.

Nelle vicinanze sorge via Sant’Ugolina, che sfocia in Rialto. Qui, la tradizione vuole che la casa d'angolo sia stata abitata da Sant'Ugolina De Cassanis, morta nell'eremo di Billiemme nel 1300 
Nella piazza si svolge al martedì e al venerdì l'abituale mercato cittadino.
La piazza pochi anni or sono è stata completamente restaurata dall'amministrazione comunale, ed è chiusa al traffico.